# Дворец Монклоа
Дворе́ц Монкло́а (исп. Palacio de la Moncloa) — здание в Мадриде, с 1977 года официальная резиденция премьер-министра Испании. Вместе с прилегающими пресс-офисами и офисом заместителя премьер-министра он образует так называемый комплекс Монклоа. В этом здании каждую пятницу проходят заседания совета министров Испании. Своим названием дворец обязан герцогам Монклоа. Во время Гражданской войны в Испании дворец был полностью разрушен и впоследствии восстановлен с нуля.
Первым во дворце Монклоа обосновался первый демократически избранный премьер-министр Испании Адольфо Суарес. До этого офис премьер-министра Испании находился на мадридском проспекте Пасео-де-ла-Кастельяна. Монклоа уже утвердился в испанских СМИ как синоним аппарата премьер-министра Испании.